# BluO
BluO ist eine ehemalige Beteiligungsgesellschaft mit Sitz in  Luxemburg. BluO wurde von den früheren Arques-Chefs Peter Löw und Martin Vorderwülbecke gegründet und im Jahr 2013 abgewickelt.

## Unternehmenskonzept
Nach eigenen Angaben wollte BluO als Private-Equity-Investor stark sanierungsbedürftige Unternehmen, bevorzugt Konzerntöchter, unterhalb ihres Substanzwerts erwerben, anschließend sanieren und wieder verkaufen. Das Geld hierzu stammte nach Unternehmensangaben vor allem von reichen Familien und Großindustriellen.
Das Unternehmen hatte ursprünglich einen Investitionsfonds über 300 Mio. € aufgelegt, den bluO Fund I. Im März 2013 gab Peter Löw bekannt, das Geschäft von BluO abzuwickeln und die verbleibenden Investments in ein neues Investmentvehikel, Livia, zu übertragen.

### Beteiligungen
- Pitstop (Werkstattkette): Wurde am 30. Juli 2010 an die PV Automotive veräußert.
- Zielpunkt Warenhandel (Österreich): 2010 von Tengelmann (Unternehmen) erworben; Verkauf erfolgte 2012 an das Management.
- Adler Modemärkte: 2009 erworben;[4] schrittweiser Verkauf über die Börse ab 2011.
- Goldgas: 2012 erworben; Verkauf an VNG – Verbundnetz Gas im März 2013[5]
- AlzChem; im September 2013 an den Fonds Livia übertragen.